# Nederland op het Junior Eurovisiesongfestival
Nederland neemt al deel aan het Junior Eurovisiesongfestival sinds de start ervan in 2003 en heeft sindsdien aan alle edities deelgenomen Het is hiermee recordhouder aangezien geen enkel ander land dit heeft volgehouden. Eenmaal werd het festival door Nederland gewonnen; dat gebeurde in 2009 met Click clack van Ralf Mackenbach. De Nederlandse inzending wordt ieder jaar geselecteerd door middel van het Junior Songfestival.

## Geschiedenis

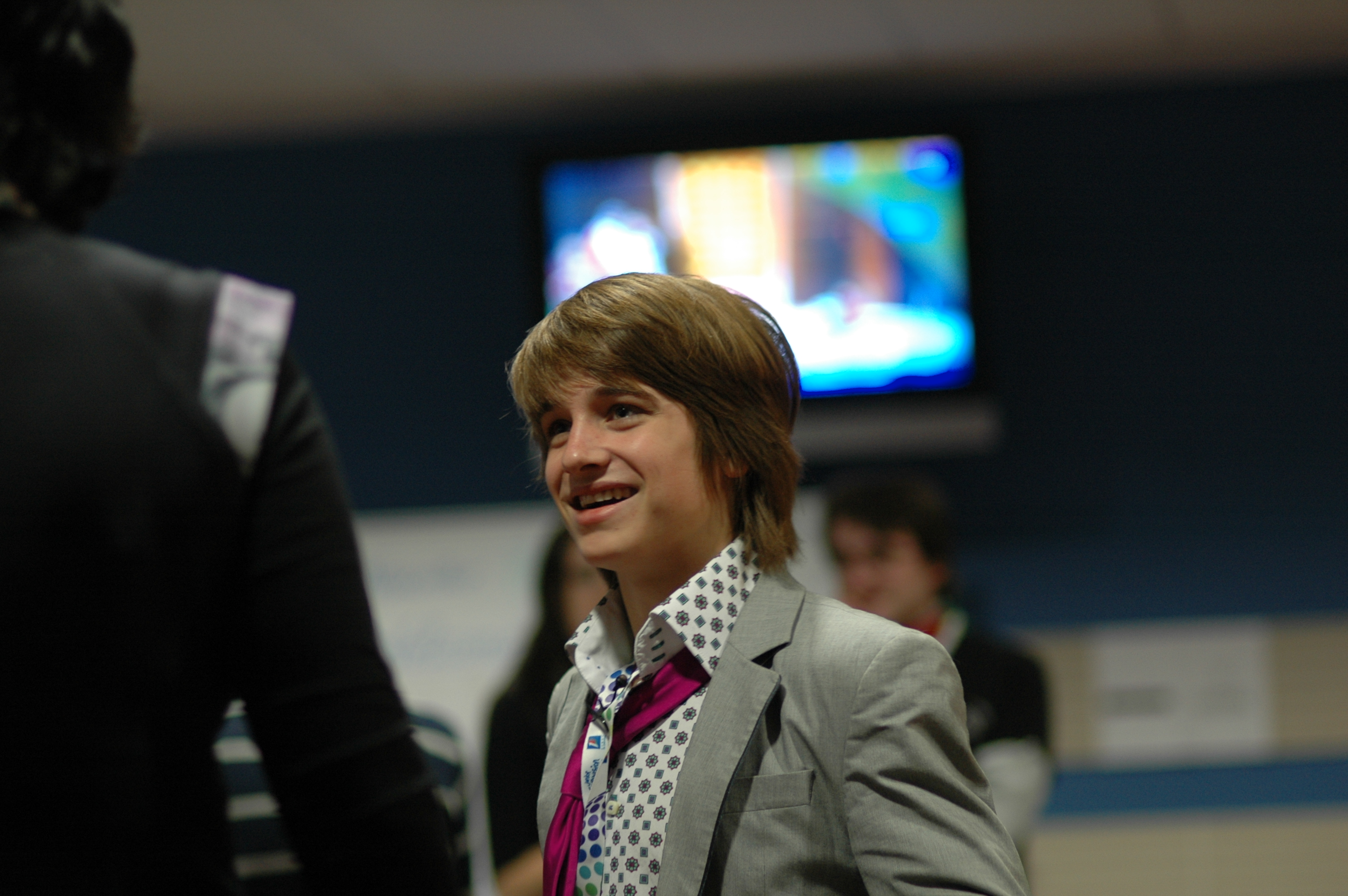
Ralf Mackenbach als intervalact tijdens het Junior Eurovisiesongfestival van 2010.

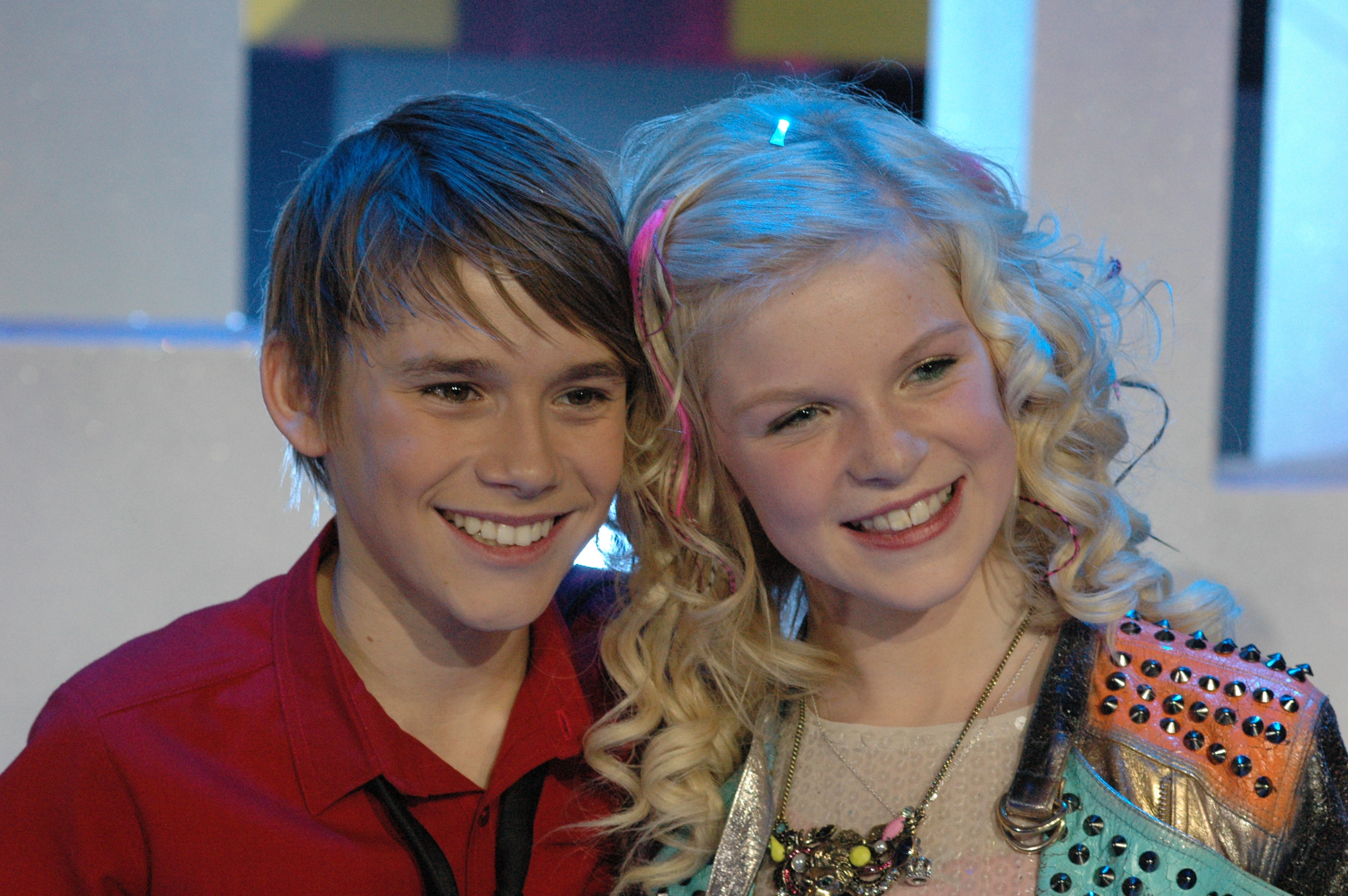
Femke samen met de Belgische deelnemer Fabian in 2012.

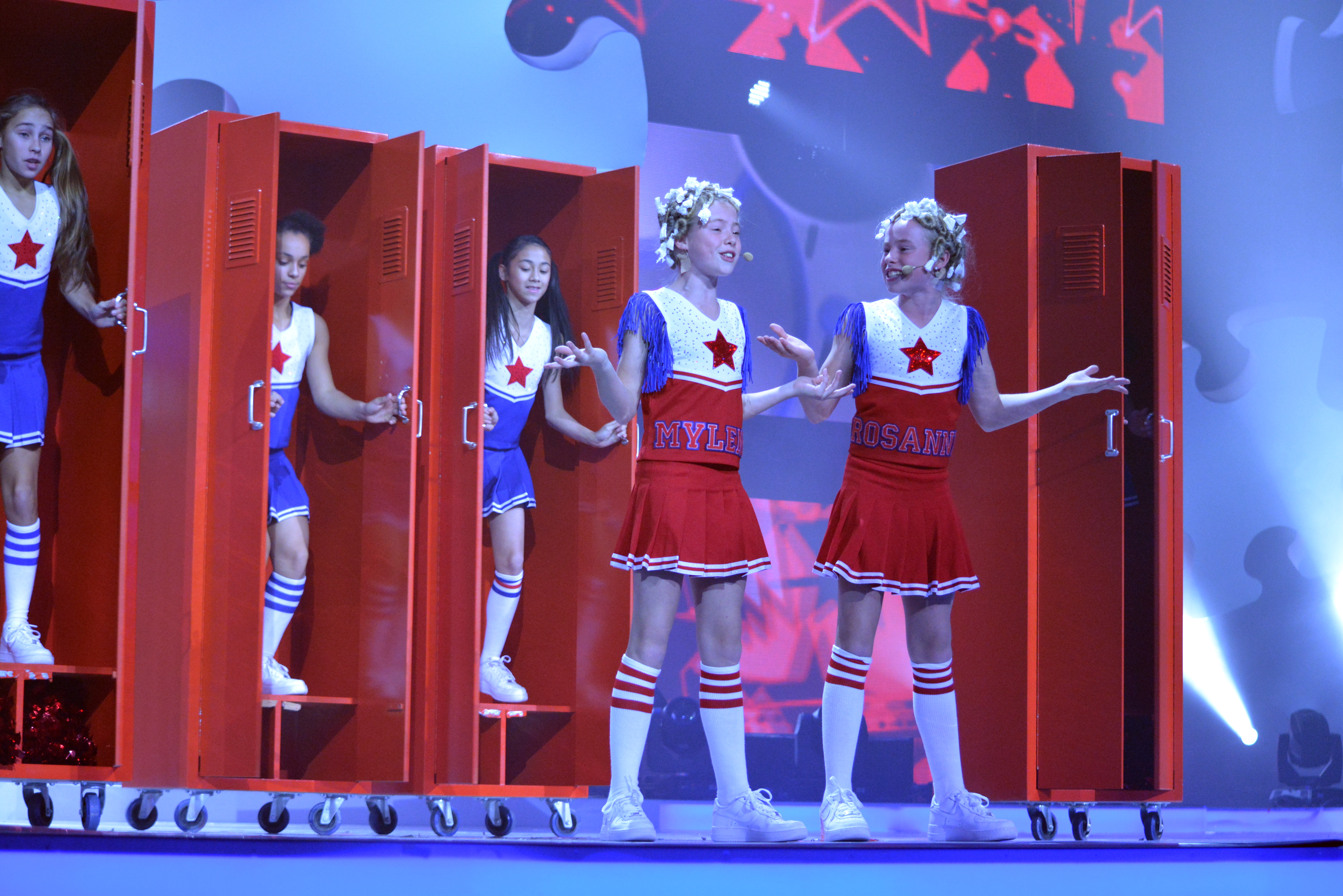
Mylène & Rosanne tijdens een repetitie in 2013

In 2003 werd het eerste Junior Eurovisiesongfestival georganiseerd in Kopenhagen. De eerste deelnemer voor Nederland werd Roel Felius, met het liedje Mijn ogen zeggen alles. Ondanks dat Roel als een favoriet voor de eindzege werd ingeschat, eindigde hij in Denemarken als elfde.
Een jaar later mocht het duo Klaartje & Nicky Nederland vertegenwoordigen in het Noorse Lillehammer met het liedje Hij is een kei. De winst van Klaartje & Nicky tijdens het Junior Songfestival 2004 kwam onverwacht. Ze waren in eerste instantie namelijk afgevallen in de halve finale. Van de vier liedjes in de halve finale gingen de twee met de hoogste score door, maar presentatrice Angela Groothuizen maakte een fout door Klaartje & Nicky als finalisten te benoemen. Nadat de fout achteraf werd ontdekt, kreeg Klaartje & Nicky een wildcard en mochten zo alsnog meedoen aan de finale, die ze later ook wisten te winnen. Uiteindelijk eindigden ze op het Junior Eurovisiesongfestival, net zoals Roel, als elfde.
In 2005 stuurde Nederland Tess Gaerthé naar het Junior Eurovisiesongfestival, nadat zij in de nationale voorronde het maximale aantal punten had gekregen van zowel de vakjury, de kinderjury als het publiek. Met haar liedje Stupid haalde zij in het Belgische Hasselt een zevende plaats, de eerste top 10-notering voor Nederland op het Junior Eurovisiesongfestival.
Tussen 2006 en 2008 boekte Nederland matige resultaten. Kimberly Nieuwenhuis mocht Nederland vertegenwoordigen tijdens het Junior Eurovisiesongfestival 2006 in de Roemeense hoofdstad Boekarest en eindigde met haar liedje Goed op een twaalfde plaats. In 2007 vond het Junior Eurovisiesongfestival in Rotterdam, maar ook in eigen land werd weinig succes geboekt. De drie zusjes Lisa, Amy & Shelley eindigden er met hun liedje Adem in, adem uit op een elfde plaats. In 2008 mocht Marissa Nederland vertegenwoordigen met het liedje 1 dag. Voor het derde jaar op rij en de vijfde maal in zes jaar tijd kwam Nederland niet in de top 10 terecht. Marissa eindigde namelijk op een dertiende plaats.
In 2009 vond het Junior Eurovisiesongfestival gehouden in Kiev, Oekraïne. Nederland trad aan met Ralf Mackenbach, die met de maximale score van 36 punten het Junior Songfestival gewonnen had. Zijn liedje Click clack werd vooraf tot de grote favorieten voor de overwinning gerekend. Mackenbach kreeg bij de puntentelling 121 punten, waarmee hij inderdaad het Junior Eurovisiesongfestival won. Het betekende de eerste en tot op heden de enige Nederlandse zege.
Hoewel het 'grote' Eurovisiesongfestival altijd plaatsvindt in het winnende land van het voorgaande jaar, is dit bij de junior-variant anders. Het Junior Eurovisiesongfestival 2010 werd dan ook niet in Nederland gehouden, maar in Minsk, de hoofdstad van Wit-Rusland. Voor Nederland nam dat jaar het duo Anna & Senna deel. Met My family eindigden zij op een negende plaats.
In 2011 boekte Nederland weer een groot succes. Rachel Traets eindigde in Jerevan, Armenië op de tweede plaats met haar liedje Teenager. Ze kwam vijf punten tekort op de winnende meidengroep Candy uit Georgië.
In 2012 werd het Junior Eurovisiesongfestival voor de tweede keer in Nederland georganiseerd, dit keer in Amsterdam. Femke Meines mocht het gastland vertegenwoordigen met het liedje Tik tak, waarmee ze zevende werd.
De tweeling Mylène & Rosanne mocht in 2013 voor Nederland afreizen naar Kiev, Oekraïne, waar Ralf Mackenbach in 2009 gezegevierd had. Ditmaal moest er genoegen worden genomen met een achtste plaats voor het liedje Double me. Dezelfde plaats werd een jaar later ingenomen door Julia, die in Malta aantrad met Around. In 2015 reisde Shalisa voor Nederland af naar de Bulgaarse hoofdstad Sofia met het lied Million lights. Hiermee behaalde zij de 15de plaats op een totaal van 17 landen.
Naar aanleiding van een strategiewijziging van de AVROTROS werd de Nederlandse inzending in 2016 voor het eerst geheel intern geselecteerd en dus niet door middel van het Junior Songfestival. De keuze viel op de meidengroep Kisses met het lied Kisses and dancin', waarmee Nederland op de achtste plaats eindigde. In 2017 werd de jongensgroep FOURCE gekozen om mee te doen met het nummer Love me, waarmee Nederland de televoting won en de vierde plaats behaalde. Het duo Max & Anne, de Nederlandse inzending in 2018, eindigde met de ballad Samen op de dertiende plaats. De 14-jarige Matheu, de Nederlandse inzending van 2019, eindigde met zijn nummer Dans met jou net als FOURCE op een 4e plaats.
In 2020 haalde de meidengroep Unity een 4e plaats met het nummer Best friends. In 2021 was Ayana de Nederlandse inzending. Met het lied Mata sugu aō ne eindigde zij op de negentiende en laatste plaats. Het was voor het eerst in de geschiedenis dat Nederland als laatste eindigde. De Nederlandse inzendingen van 2022 en 2023 eindigde beide op de zevende plaats.

## Commentatoren en presentatoren
Het Junior Eurovisiesongfestival wordt sinds 2014 uitgezonden door de AVROTROS op NPO 3.  

### Commentatoren
- 2003-2004: Angela Groothuizen
- 2005: Tooske Ragas
- 2006, 2008-2010: Sipke Jan Bousema

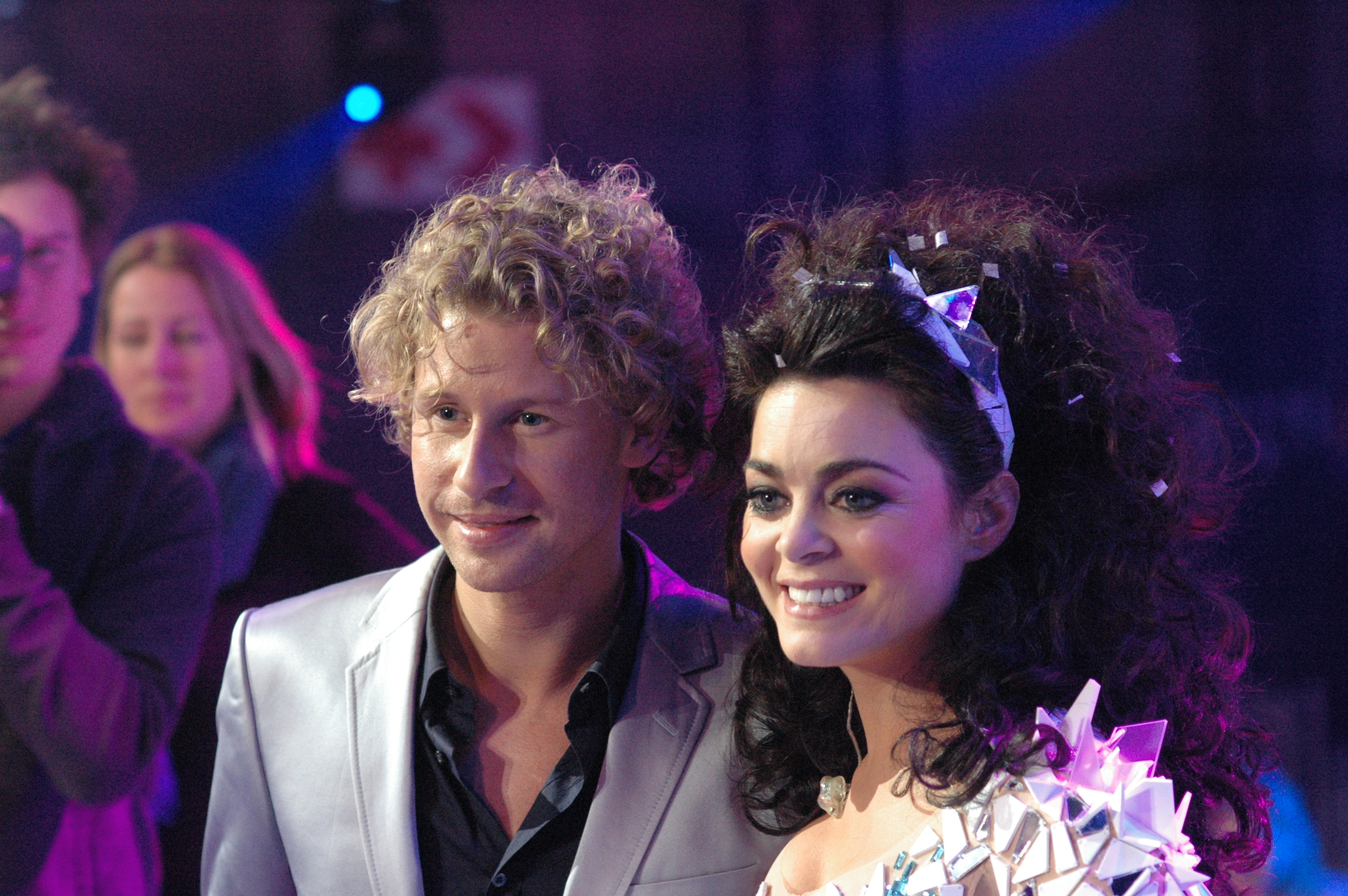
Ewout Genemans en Kim-Lian van der Meij tijdens het Junior Eurovisiesongfestival 2012

- 2007, 2011-2013: Marcel Kuijer
- 2014-2018, 2020: Jan Smit
- 2019, 2021: Buddy Vedder
- 2022-heden: Matheu Hinzen
- 2022-heden: Bart Arens

### Presentatoren Junior Songfestival
- 2003-2004: Angela Groothuizen
- 2005: Tooske Ragas
- 2006-2009: Sipke Jan Bousema
- 2010-2013: Ewout Genemans
- 2014-2016: Jan Smit
- 2017-2021: Romy Monteiro
- 2019-2021: Buddy Vedder
- 2022-heden: Matheu Hinzen
- 2022-heden: Stefania Liberakakis

## Het Junior Eurovisiesongfestival op Nederlandse bodem

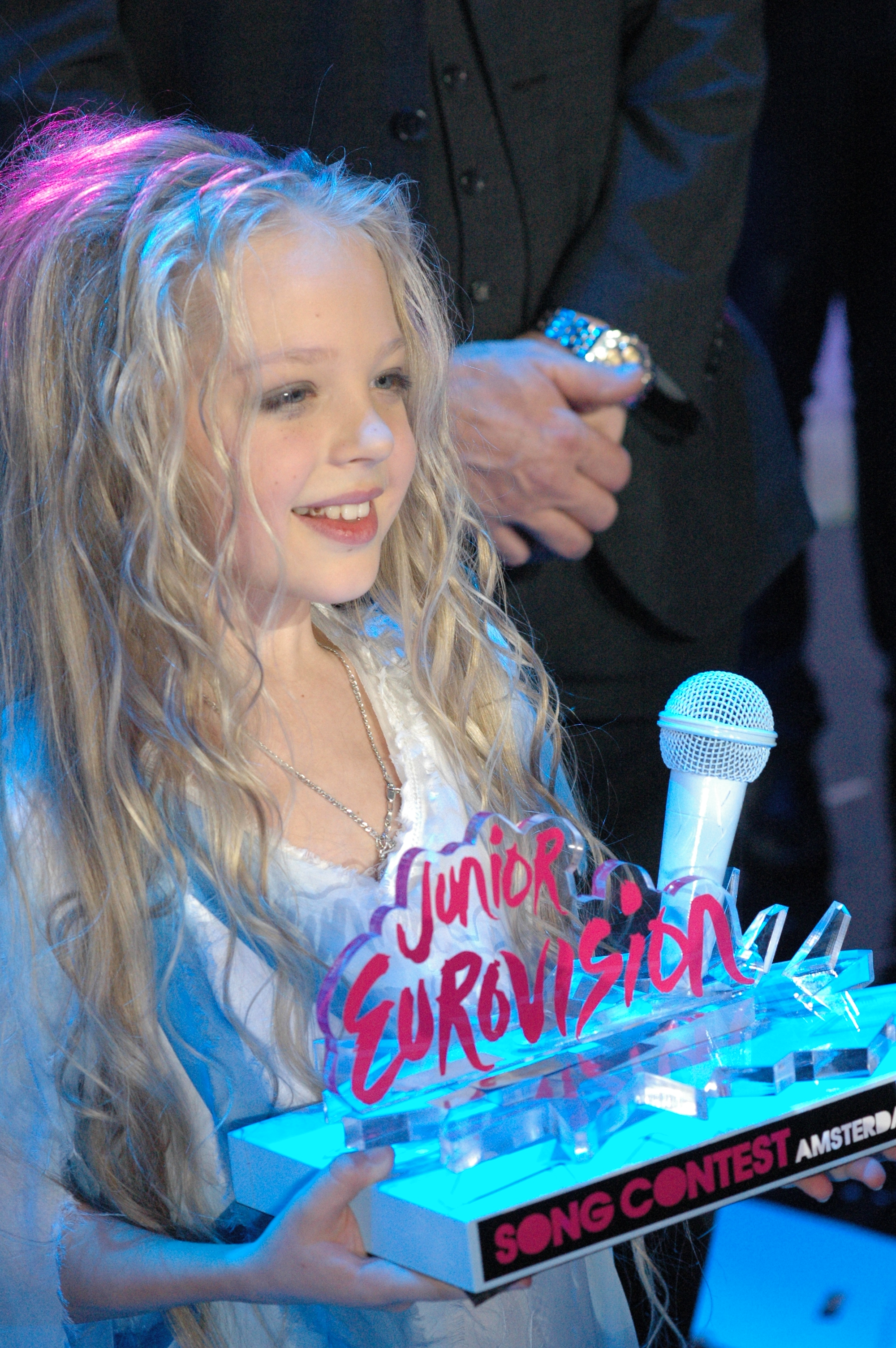
Anastasija Petryk, winnares van het Junior Eurovisiesongfestival 2012 in Amsterdam

Het Junior Eurovisiesongfestival heeft twee keer in Nederland plaatsgevonden. Dit gebeurde in 2007 en 2012. In tegenstelling tot het Eurovisiesongfestival wordt het land dat de junior-variant wint niet automatisch het gastland voor het jaar erna. Vaak wordt een gastland aangewezen door de organisatie. Nederland stelde zich enkele malen kandidaat om het Junior Eurovisiesongfestival te organiseren. Dit gebeurde voor het eerst in 2005, maar toen ging het festival naar België. In 2006 probeerde Nederland het opnieuw, maar deze keer werd Roemenië het gastland. In 2007 en 2012 kreeg Nederland het evenement dus wel toegewezen.

### Rotterdam 2007
Het Junior Eurovisiesongfestival 2007 vond plaats in Ahoy, Rotterdam. Nederland kreeg als gastland de voorkeur boven Cyprus en Kroatië. De presentatoren werden Sipke Jan Bousema en Kim-Lian van der Meij. Doordat Sipke Jan Bousema presenteerde, kon hij geen commentaar geven. De invalcommentator werd Marcel Kuijer. Het thema van het festival was Make a big splash! en het logo was vooral gesymboliseerd door een regendruppel. Delegaties kregen als cadeau een regenparaplu. Deze werd op het Junior Eurovisiesongfestival 2011 ook nog gebruikt bij de act van Macedonië. Er namen in totaal zeventien landen deel. Wit-Rusland won uiteindelijk het festival.

### Amsterdam 2012
Ten koste van Georgië en Wit-Rusland, die ook meedongen naar de organisatie, keerde het Junior Eurovisiesongfestival in 2012 terug naar Nederland. Hoofdstad Amsterdam werd verkozen om het evenement te organiseren. Het was de tiende editie van het evenement en de eerste keer in de geschiedenis dat een land het Junior Eurovisiesongfestival voor de tweede keer organiseerde. Het festival vond plaats in de Heineken Music Hall en werd gepresenteerd door Ewout Genemans en Kim-Lian van der Meij. Het thema was dat jaar Break the ice, waarvoor een speciaal themalied werd gezongen door Kim-Lian van der Meij. De show werd geopend door Rachel Traets, die het nummer Euphoria van Loreen zong. Verder was er ook nog een interval act van Ralf Mackenbach. Aan het festival zelf namen twaalf landen deel. Uiteindelijk werd het gewonnen door de Oekraïense Anastasija Petryk met het liedje Nebo.

## Trivia
- In 2003 kreeg omroep AVRO, voorloper van de fusieomroep AVROTROS, meer dan 300 aanmeldingen binnen van kinderen die mee wilden doen, in 2004 was dit bijna vier keer zo veel en in 2005 waren het er zelfs meer dan 2000.
- Tess, deelnemer in 2005, woonde niet in Nederland maar in België.
- In 2006 won het Junior Songfestival de Gouden Stuiver voor het beste jeugdprogramma.
- Er ging een gerucht dat Click clack van Ralf Mackenbach niet door hemzelf geschreven was; zijn buurman zou het hebben geschreven. De moeder van Mackenbach had eerder gezegd dat de buurman heeft geholpen met het lied te schrijven. Maar twee jaar later, in 2011, claimde Ralfs buurman Jan van den Langenberg het lied te hebben geschreven, iets wat volgens de reglementen van het Junior Eurovisiesongfestival niet is toegestaan. Ralfs moeder bekende Van den Langenberg te hebben ingehuurd als componist, maar dat Ralf het liedje wel zelf had geschreven. De gebeurtenis heeft geen gevolgen gehad voor Ralfs winst op het Junior Eurovisiesongfestival, want volgens de reglementen mag een liedje wel door een componist en/of tekstschrijver worden geschreven, zolang de deelnemer mee heeft geholpen in het muzikale proces.[2]
- De Nederlandse vertegenwoordigers in 2007 Lisa, Amy & Shelley wonnen in 2014 The Voice of Holland onder de naam O'G3NE. Tien jaar na hun deelname aan het Junior Eurovisiesongfestival vertegenwoordigden zij Nederland op het Eurovisiesongfestival 2017.
- Stefania, die Nederland in 2016 vertegenwoordigde als onderdeel van de meidengroep Kisses, vertegenwoordigde Griekenland op het Eurovisiesongfestival 2021.
- Matheu Hinzen, die in 2019 Nederland vertegenwoordigde met Dans met jou, werd in België geboren.
- Nederland is recordhouder wat betreft deelnames. Het is al vanaf de eerste editie aanwezig, en heeft als enige tot nu toe aan alle edities meegedaan.

## Nederlandse deelnames
| Jaar | Artiest             | Lied                   | Plaats | Punten | Taal                 |
| ---- | ------------------- | ---------------------- | ------ | ------ | -------------------- |
| 2003 | Roel Felius         | Mijn ogen zeggen alles | 11     | 23     | Nederlands           |
| 2004 | Klaartje & Nicky    | Hij is een kei         | 11     | 27     | Nederlands           |
| 2005 | Tess                | Stupid                 | 7      | 82     | Nederlands           |
| 2006 | Kimberly            | Goed                   | 12     | 44     | Nederlands           |
| 2007 | Lisa, Amy & Shelley | Adem in, adem uit      | 11     | 39     | Nederlands           |
| 2008 | Marissa             | 1 dag                  | 13     | 27     | Nederlands           |
| 2009 | Ralf                | Click clack            | 1      | 121    | Nederlands en Engels |
| 2010 | Anna & Senna        | My family              | 9      | 52     | Nederlands en Engels |
| 2011 | Rachel              | Ik ben een teenager    | 2      | 103    | Nederlands           |
| 2012 | Femke               | Tik tak tik            | 7      | 69     | Nederlands           |
| 2013 | Mylène & Rosanne    | Double me              | 8      | 59     | Nederlands en Engels |
| 2014 | Julia               | Around                 | 8      | 70     | Nederlands en Engels |
| 2015 | Shalisa             | Million lights         | 15     | 35     | Nederlands en Engels |
| 2016 | Kisses              | Kisses and dancin'     | 8      | 174    | Nederlands en Engels |
| 2017 | FOURCE              | Love me                | 4      | 156    | Nederlands en Engels |
| 2018 | Max & Anne          | Samen                  | 13     | 91     | Nederlands en Engels |
| 2019 | Matheu              | Dans met jou           | 4      | 186    | Nederlands en Engels |
| 2020 | Unity               | Best friends           | 4      | 132    | Nederlands en Engels |
| 2021 | Ayana               | Mata sugu aō ne        | 19     | 43     | Nederlands en Engels |
| 2022 | Luna                | La festa               | 7      | 128    | Nederlands en Engels |
| 2023 | Sep & Jasmijn       | Holding on to you      | 7      | 122    | Nederlands en Engels |
| 2024 | Stay Tuned          | Music                  | 10     | 91     | Nederlands en Engels |
| 2025 |                     |                        |        |        | Nederlands en Engels |

| Kleur | Betekenis      |
| ----- | -------------- |
|       | Eerste plaats  |
|       | Tweede plaats  |
|       | Derde plaats   |
|       | Laatste plaats |
|       | Gastland       |

## Gegeven en gekregen punten
| Plaats | Land      | Punten |
| ------ | --------- | ------ |
| 1      | Armenië   | 119    |
| 2      | Georgië   | 108    |
| 3      | België    | 97     |
| 4      | Rusland   | 88     |
| 5      | Frankrijk | 80     |

| Plaats | Land    | Punten |
| ------ | ------- | ------ |
| 1      | België  | 98     |
| 2      | Armenië | 95     |
| 3      | Malta   | 79     |
| 4      | Georgië | 75     |
| 5      | Zweden  | 64     |

## Twaalf punten
(Een vetgedrukte editie betekent dat het land die editie won.)
| Aantal | Land                | Edities                                |
| ------ | ------------------- | -------------------------------------- |
| 5      | België              | 2003, 2005, 2009, 2010, 2011           |
| 4      | Frankrijk           | 2020 (J), 2021 (J), 2022 (J), 2023 (J) |
| 3      | Australië           | 2016 (K), 2017 (J), 2018 (J)           |
| 3      | Georgië             | 2008, 2016 (J), 2024 (J)               |
| 2      | Armenië             | 2007, 2015                             |
| 1      | Bulgarije           | 2014                                   |
| 1      | Kazachstan          | 2019 (J)                               |
| 1      | Malta               | 2013                                   |
| 1      | Oekraïne            | 2012                                   |
| 1      | Verenigd Koninkrijk | 2004                                   |
| 1      | Zweden              | 2006                                   |

| Aantal | Land      | Edities                |
| ------ | --------- | ---------------------- |
| 4      | België    | 2003, 2005, 2009, 2011 |
| 2      | Zweden    | 2009, 2014             |
| 1      | Armenië   | 2019 (J)               |
| 1      | Australië | 2019 (J)               |
| 1      | Duitsland | 2020 (J)               |
| 1      | Frankrijk | 2019 (J)               |
| 1      | Georgië   | 2016 (K)               |
| 1      | Israël    | 2016 (K)               |
| 1      | Letland   | 2011                   |
| 1      | Portugal  | 2019 (J)               |
| 1      | Roemenië  | 2009                   |

## Festivals in Nederland
| Jaar | Plaats    | Zaal                | Presentatoren                              |
| ---- | --------- | ------------------- | ------------------------------------------ |
| 2007 | Rotterdam | Ahoy                | Sipke Jan Bousema en Kim-Lian van der Meij |
| 2012 | Amsterdam | Heineken Music Hall | Ewout Genemans en Kim-Lian van der Meij    |

2003 · 2004 · 2005 · 2006 · 2007 · 2008 · 2009 · 2010 · 2011 · 2012 · 2013 · 2014 · 2015 · 2016 · 2017 · 2018 · 2019 · 2020 · 2021 · 2022 · 2023 · 2024